# Zookeeper
Zookeeper is een Amerikaanse film uit 2011 van Frank Coraci met Kevin James.

## Verhaal
Op het strand vraagt Griffin Keyes zijn vriendin Stephanie ten huwelijk. Ze hebben al lang een relatie en hij is ervan overtuigd dat ze ja zal zeggen. Hij heeft een paard, vuurwerk en een muziekband ingehuurd maar Stephanie zegt nee, omdat ze vindt dat hij een onnuttig baantje heeft, namelijk als dierenverzorger.

## Rolverdeling
| Acteur               | Personage                   |
| -------------------- | --------------------------- |
| Kevin James          | Griffin Keyes               |
| Rosario Dawson       | Kate                        |
| Leslie Bibb          | Stephanie                   |
| Ken Jeong            | Venom                       |
| Donnie Wahlberg      | Shane                       |
| Joe Rogan            | Gale                        |
| Nat Faxon            | Dave                        |
| Steffiana De La Cruz | Robin                       |
| Nick Bakay           | Franky                      |
| Jackie Sandler       | TGIF Waitress               |
| Nicholas Turturro    | Manny                       |
| Thomas Gottschalk    | Jurgen                      |
| Brandon Keener       | Nimer                       |
| Robin Bakay          | Rebecca                     |
| Gary Valentine       | Pizzajongen                 |
| Tanner Blaze         | Een jongen in de dierentuin |
| Tim Gage             | Fietsjongen                 |
| Gino Falsetto        | Valet                       |
| Etienne Deneault     | Acrobaat                    |